# Miradouro da Ribeira das Cabras

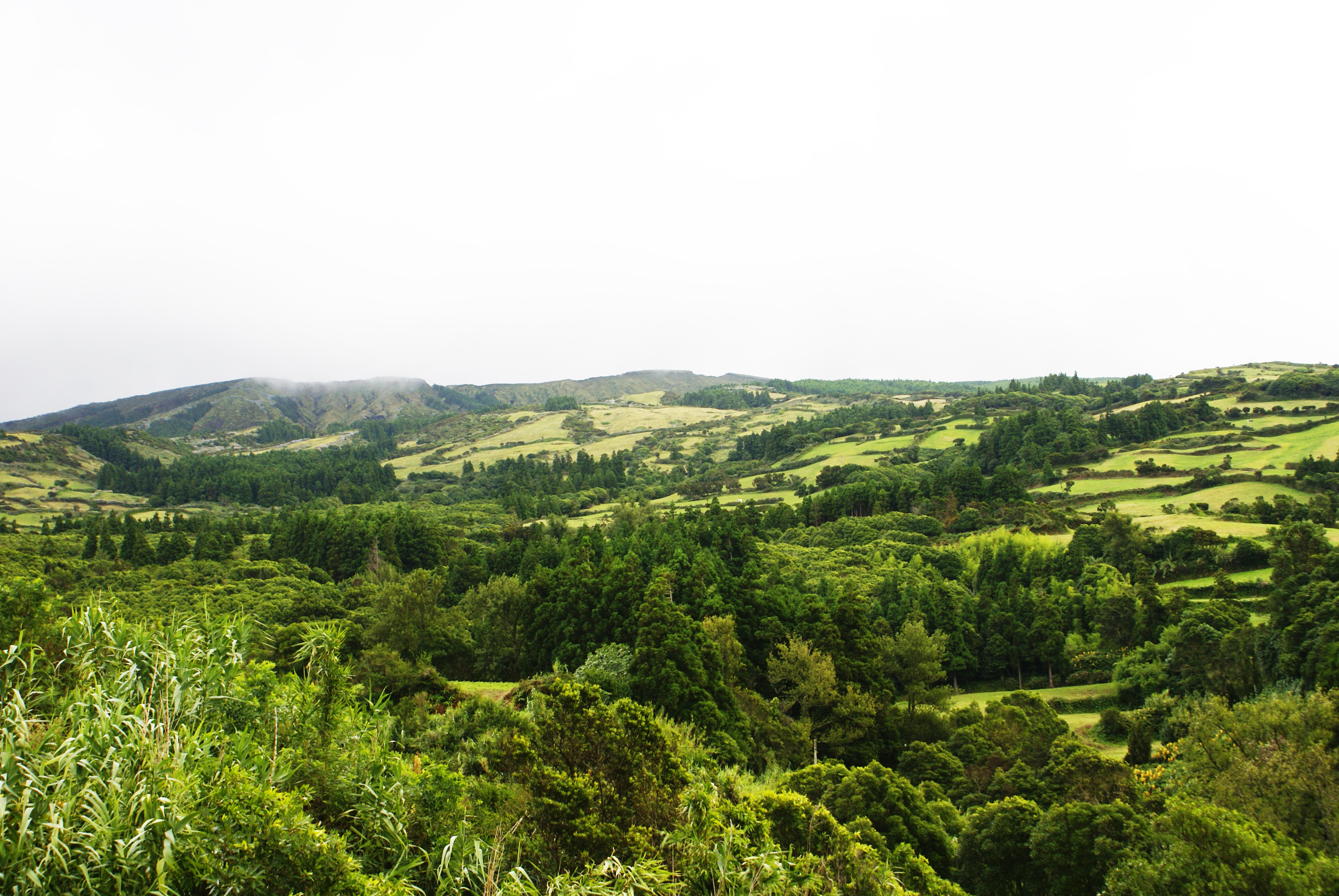
Miradouro da Ribeira das Cabras, Praia do Norte, vistas.

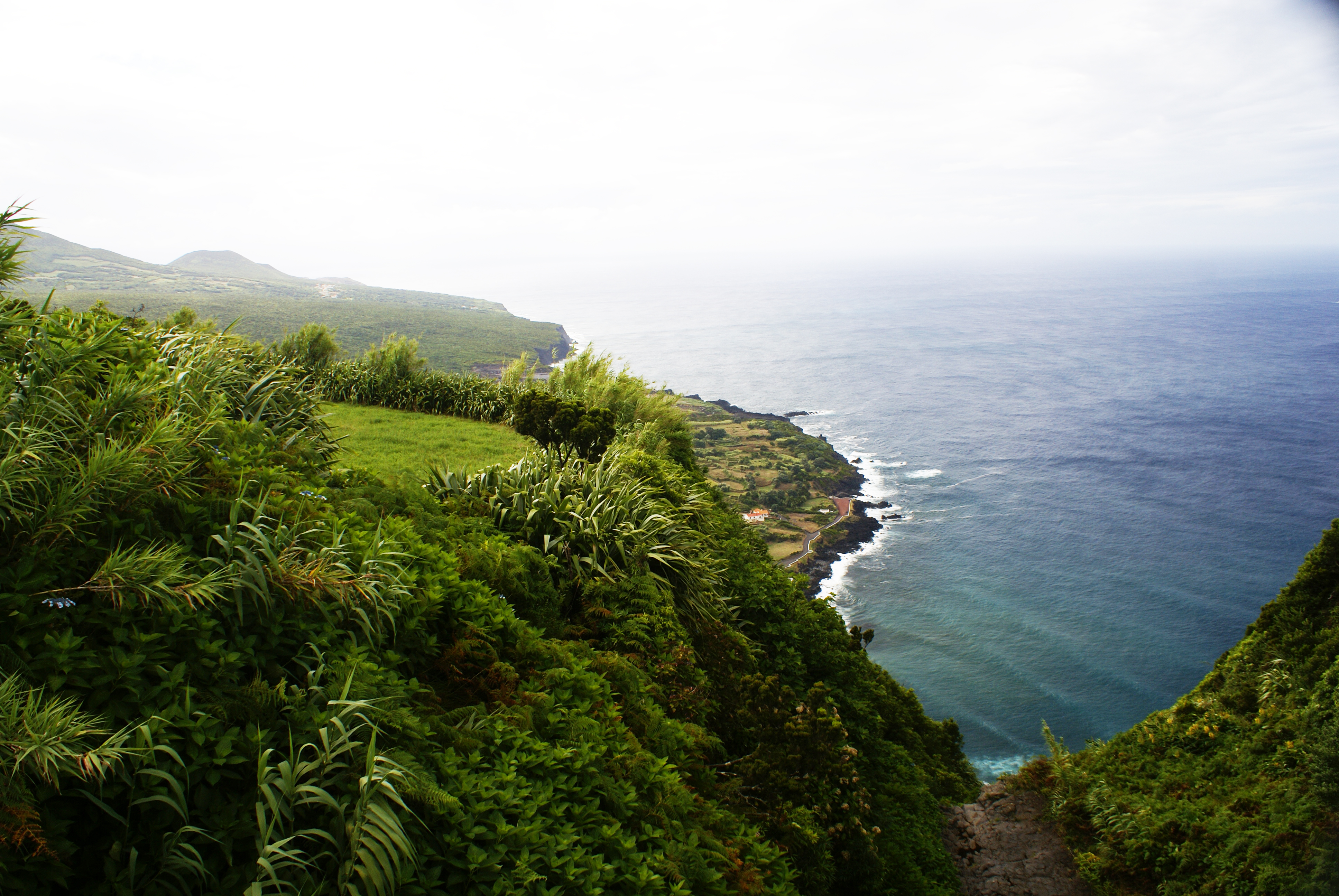
Miradouro da Ribeira das Cabras, vista para a Fajã da Praia do Norte.

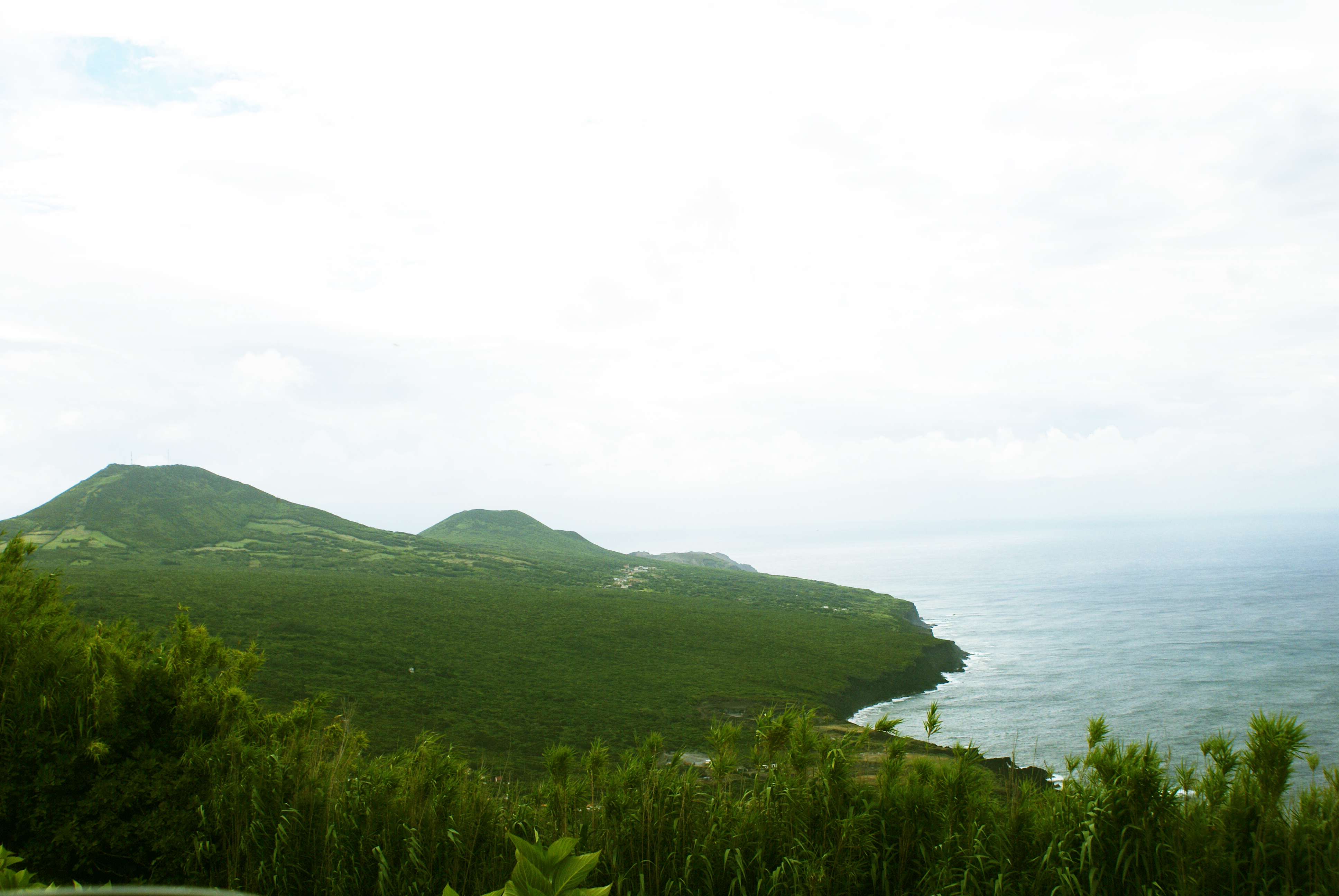
Miradouro da Ribeira das Cabras, Praia do Norte, vistas.

O Miradouro da Ribeiras das Cabras é um miradouro português localizado numa falésia junto a Ribeiras das Cabras na freguesia açoriana da Praia do Norte, concelho da Horta, ilha do Faial, Arquipélago dos Açores.
Este miradouro oferece uma extraordinária vista sobre parte importante do interior da ilha do Faial, bem como de parte da orla costeira, onde se destaca a Fajã da Praia do Norte.
Na distância sobressai as formações montanhosas que se alinham na falha geológica onde assenta o Vulcão dos Capelinhos.
Este mirante é ajardinado e dotado por mesas e bancos de pedra, coisa que permite improvisar um piquenique.